# Éliminatoires de la Coupe du monde de football 2010 : zone Océanie
Les éliminatoires de la zone Océanie pour la Coupe du monde 2010 sont organisées dans le cadre de la Confédération du football d'Océanie (OFC) et concernent 10 sélections nationales pour 0 ou 1 place qualificative.

Europe - Afrique - Amérique du Nord, Centrale et Caraïbes
Amérique du Sud - Asie - Océanie

 28 ans après sa première qualification pour la phase finale, la Nouvelle-Zélande obtient l'unique ticket accordé à l'Océanie.

## Équipes engagées
Parmi les membres de la Confédération du football d'Océanie, seule la Papouasie-Nouvelle-Guinée ne participe pas aux éliminatoires qui regroupent ainsi dix équipes :
| Fidji              | Samoa             |
| Îles Cook          | Samoa américaines |
| Îles Salomon       | Tahiti            |
| Nouvelle-Calédonie | Tonga             |
| Nouvelle-Zélande   | Vanuatu           |

L'équipe des Tuvalu participe à l'épreuve de football des Jeux du Pacifique Sud 2007, compétition qui correspond au premier tour des éliminatoires de la Coupe du monde. Les Tuvalu ne sont cependant pas membres de la fédération internationale (FIFA) et ne peuvent pas se qualifier pour la Coupe du monde 2010.

## Format
L'Australie ne participe pas aux éliminatoires de cette zone puisqu'elle est membre de la Confédération asiatique de football depuis 2006.
Le premier tour se déroule dans le cadre des Jeux du Pacifique Sud 2007 organisés aux Fidji et voit s'opposer les neuf moins bonnes équipes de la zone océanique au classement FIFA plus les Tuvalu, qui ne sont pas membres de la FIFA et qui ne postulent donc pas à une place en phase finale du mondial. Ces Jeux du Pacifique Sud consistent en une première phase de deux groupes de cinq équipes qui s'affrontent en matchs simples. Les deux premiers de chaque groupe disputent les demi-finales puis la finale ou le match pour la troisième place, suivant leur résultat. Les trois premiers de la compétition, soit les deux finalistes et le vainqueur de la petite finale, sont qualifiés pour le deuxième tour des éliminatoires pour peu que n'y figure pas les Tuvalu, auquel cas on repêche le quatrième de ces Jeux du Pacifique Sud 2007.
Ce second tour des qualifications correspond en fait à la Coupe d'Océanie 2008 avec donc les trois équipes issues des Jeux du Pacifique Sud plus la Nouvelle-Zélande, nation la mieux classée de la zone océanique au classement FIFA. La compétition se déroule sous la forme d'une poule unique où les quatre équipes s'affrontent en matchs aller-retour. Le vainqueur du groupe est sacré champion d'Océanie et qualifié pour les barrages intercontinentaux contre le cinquième des éliminatoires de la zone Asie. Le vainqueur du barrage Asie-Océanie est qualifié pour la Coupe du monde.
En s'imposant en Nouvelle-Calédonie le 6 septembre 2008, la Nouvelle-Zélande décroche le titre et sa place en barrages, ainsi que sa qualification pour la Coupe des confédérations 2009.

## Premier tour - Jeux du Pacifique Sud 2007
Le premier tour des qualifications pour la Coupe du monde 2010 de la zone océanienne se dispute dans le cadre de l'épreuve de football des Jeux du Pacifique Sud de 2007, qui correspond au premier tour de la Coupe d'Océanie de football 2008.
Le tirage au sort est effectué en juin 2007. Les trois premiers des Jeux du Pacifique Sud se qualifient pour le second tour.
Les rencontres se jouent en matchs simples aux Samoa. Les deux premiers de chaque groupe sont qualifiés pour les demi-finales des Jeux du Pacifique Sud.

### Groupe A
L'équipe des Tuvalu participe aux Jeux du Pacifique Sud 2007 mais ne peut pas se qualifier pour la Coupe du monde 2010, sa fédération n'étant pas membre de la FIFA.
L'équipe des Fidji termine première du groupe grâce à une meilleure différence de buts. Elle se qualifie pour le dernier carré en compagnie de la Nouvelle-Calédonie.
| Rang | Équipe             | Pts | J | G | N | P | Bp | Bc | Diff |  | Résultats          |  |     |     |     |      |
| ---- | ------------------ | --- | - | - | - | - | -- | -- | ---- |  | ------------------ |  | --- | --- | --- | ---- |
| 1    | Fidji              | 10  | 4 | 3 | 1 | 0 | 25 | 1  | +24  |  | Fidji              |  | 1-1 | 4-0 | 4-0 | 16-0 |
| 2    | Nouvelle-Calédonie | 10  | 4 | 3 | 1 | 0 | 6  | 1  | +5   |  | Nouvelle-Calédonie |  |     | 1-0 | 3-0 | 1-0  |
| 3    | Tahiti             | 4   | 4 | 1 | 1 | 2 | 2  | 6  | -4   |  | Tahiti             |  |     |     | 1-0 | 1-1  |
| 4    | Îles Cook          | 3   | 4 | 1 | 0 | 3 | 4  | 9  | -5   |  | Îles Cook          |  |     |     |     | 4-1  |
| 5    | Tuvalu             | 1   | 4 | 0 | 1 | 3 | 2  | 22 | -20  |  | Tuvalu             |  |     |     |     |      |

| 25 août 2007 15:00 UTC-11 | Tahiti  | 0 – 1 | Nouvelle-Calédonie | Toleafoa J.S. Blatter Complex, Apia, Samoa   |                                              |
|                           |         |       | 9e (pen.) Wajoka   | Spectateurs : 400 Arbitrage : Michael Hester | Spectateurs : 400 Arbitrage : Michael Hester |
|                           | Rapport |       |                    | Spectateurs : 400 Arbitrage : Michael Hester | Spectateurs : 400 Arbitrage : Michael Hester |

| 25 août 2007 18:00 UTC-11 | Fidji | 16 – 0 | Tuvalu | Toleafoa J.S. Blatter Complex, Apia, Samoa |                                            |
|                           | Krishna 6e 14e 22e · Rabo 11e 34e 45e · Baleitoga 17e · Tiwa 28e 30e · Vakatalesau 42e 46e 65e 73e 82e 89e · Finau 68e (pen.) |        |        | Spectateurs : 200 Arbitrage : Fiti Aimaasu | Spectateurs : 200 Arbitrage : Fiti Aimaasu |
|                           | Rapport |        |        | Spectateurs : 200 Arbitrage : Fiti Aimaasu | Spectateurs : 200 Arbitrage : Fiti Aimaasu |

| 27 août 2007 15:00 UTC-11 | Tuvalu  | 0 – 1 | Nouvelle-Calédonie | Toleafoa J.S. Blatter Complex, Apia, Samoa |                                           |
|                           |         |       | 52e Kabeu          | Spectateurs : 250 Arbitrage : Nelson Sogo  | Spectateurs : 250 Arbitrage : Nelson Sogo |
|                           | Rapport |       |                    | Spectateurs : 250 Arbitrage : Nelson Sogo  | Spectateurs : 250 Arbitrage : Nelson Sogo |

| 27 août 2007 18:00 UTC-11 | Fidji                                                     | 4 – 0 | Îles Cook | Toleafoa J.S. Blatter Complex, Apia, Samoa |                                           |
|                           | Vakatalesau 19e · Waqa 40e · Bukalidi 63e · Kainihewe 82e |       |           | Spectateurs : 400 Arbitrage : Lencie Fred  | Spectateurs : 400 Arbitrage : Lencie Fred |
|                           | Rapport                                                   |       |           | Spectateurs : 400 Arbitrage : Lencie Fred  | Spectateurs : 400 Arbitrage : Lencie Fred |

| 29 août 2007 15:00 UTC-11 | Tuvalu        | 1 – 1 | Tahiti            | Toleafoa J.S. Blatter Complex, Apia, Samoa  |                                             |
|                           | V. Sekifu 87e |       | 45+1e A. Williams | Spectateurs : 100 Arbitrage : Chris Lengata | Spectateurs : 100 Arbitrage : Chris Lengata |
|                           | Rapport       |       |                   | Spectateurs : 100 Arbitrage : Chris Lengata | Spectateurs : 100 Arbitrage : Chris Lengata |

| 29 août 2007 18:00 UTC-11 | Nouvelle-Calédonie | 3 – 0 | Îles Cook | Toleafoa J.S. Blatter Complex, Apia, Samoa |                                        |
|                           | Kabeu 35e 51e 85e  |       |           | Spectateurs : 200 Arbitrage : Neil Fox     | Spectateurs : 200 Arbitrage : Neil Fox |
|                           | Rapport            |       |           | Spectateurs : 200 Arbitrage : Neil Fox     | Spectateurs : 200 Arbitrage : Neil Fox |

| 1er septembre 2007 12:30 UTC-11 | Îles Cook                                     | 4 – 1 | Tuvalu           | Toleafoa J.S. Blatter Complex, Apia, Samoa   |                                              |
|                                 | Mateariki 28e 69e · Le Mouton 88e · Tom 90+3e |       | 83e (csc) Willis | Spectateurs : 200 Arbitrage : Michael Hester | Spectateurs : 200 Arbitrage : Michael Hester |
|                                 | Rapport                                       |       |                  | Spectateurs : 200 Arbitrage : Michael Hester | Spectateurs : 200 Arbitrage : Michael Hester |

| 1er septembre 2007 18:00 UTC-11 | Tahiti  | 0 – 4 | Fidji                                          | Toleafoa J.S. Blatter Complex, Apia, Samoa |                                        |
|                                 |         |       | 17e Waqa · 38e Baleitoga · 49e 73e Vakatalesau | Spectateurs : 200 Arbitrage : Neil Fox     | Spectateurs : 200 Arbitrage : Neil Fox |
|                                 | Rapport |       |                                                | Spectateurs : 200 Arbitrage : Neil Fox     | Spectateurs : 200 Arbitrage : Neil Fox |

| 3 septembre 2007 15:00 UTC-11 | Nouvelle-Calédonie | 1 – 1 | Fidji         | Toleafoa J.S. Blatter Complex, Apia, Samoa  |                                             |
|                               | Wajoka 44e         |       | 56e Kainihewe | Spectateurs : 1 000 Arbitrage : Lencie Fred | Spectateurs : 1 000 Arbitrage : Lencie Fred |
|                               | Rapport            |       |               | Spectateurs : 1 000 Arbitrage : Lencie Fred | Spectateurs : 1 000 Arbitrage : Lencie Fred |

| 3 septembre 2007 15:00 UTC-11 | Îles Cook | 0 – 1 | Tahiti         | Toleafoa J.S. Blatter Complex, Apia, Samoa |                                            |
|                               |           |       | 64e T. Tinorua | Spectateurs : 100 Arbitrage : Fiti Aimaasu | Spectateurs : 100 Arbitrage : Fiti Aimaasu |
|                               | Rapport   |       |                | Spectateurs : 100 Arbitrage : Fiti Aimaasu | Spectateurs : 100 Arbitrage : Fiti Aimaasu |

### Groupe B
| Rang | Équipe            | Pts | J | G | N | P | Bp | Bc | Diff |  | Résultats         |  |     |     |     |      |
| ---- | ----------------- | --- | - | - | - | - | -- | -- | ---- |  | ----------------- |  | --- | --- | --- | ---- |
| 1    | Îles Salomon      | 12  | 4 | 4 | 0 | 0 | 21 | 1  | +20  |  | Îles Salomon      |  | 2-0 | 3-0 | 4-0 | 12-1 |
| 2    | Vanuatu           | 9   | 4 | 3 | 0 | 1 | 23 | 3  | +20  |  | Vanuatu           |  |     | 4-0 | 4-1 | 15-0 |
| 3    | Samoa             | 6   | 4 | 2 | 0 | 2 | 9  | 8  | +1   |  | Samoa             |  |     |     | 2-1 | 7-0  |
| 4    | Tonga             | 3   | 4 | 1 | 0 | 3 | 6  | 10 | -4   |  | Tonga             |  |     |     |     | 4-0  |
| 5    | Samoa américaines | 0   | 4 | 0 | 0 | 4 | 1  | 38 | -37  |  | Samoa américaines |  |     |     |     |      |

| 25 août 2007 15:00 UTC-11 | Îles Salomon | 12 – 1 | Samoa américaines | Toleafoa J.S. Blatter Complex, Apia, Samoa     |                                                |
|                           | Totori 12e 15e · Menapi 20e (pen.) 41e 75e 82e · Fa'arodo 43e · Waita 58e 85e · Bebeu 69e · Molea 77e · Takayama 90+2e |        | 55e (pen.) Ott    | Spectateurs : 300 Arbitrage : Salaiau Sosongan | Spectateurs : 300 Arbitrage : Salaiau Sosongan |
|                           | Rapport |        |                   | Spectateurs : 300 Arbitrage : Salaiau Sosongan | Spectateurs : 300 Arbitrage : Salaiau Sosongan |

| 25 août 2007 20:30 UTC-11 | Vanuatu                                             | 4 – 0 | Samoa | Toleafoa J.S. Blatter Complex, Apia, Samoa   |                                              |
|                           | Iwai 21e · Naprapol 43e · Poida 66e · Soromon 90+2e |       |       | Spectateurs : 300 Arbitrage : Jacques Averii | Spectateurs : 300 Arbitrage : Jacques Averii |
|                           | Rapport                                             |       |       | Spectateurs : 300 Arbitrage : Jacques Averii | Spectateurs : 300 Arbitrage : Jacques Averii |

| 27 août 2007 15:0 UTC-11 | Îles Salomon                              | 4 – 0 | Tonga | Toleafoa J.S. Blatter Complex, Apia, Samoa |                                            |
|                          | Menapi 5e 12e · Fa'arodo 51e · Maemae 66e |       |       | Spectateurs : 350 Arbitrage : Fiti Aimaasu | Spectateurs : 350 Arbitrage : Fiti Aimaasu |
|                          | Rapport                                   |       |       | Spectateurs : 350 Arbitrage : Fiti Aimaasu | Spectateurs : 350 Arbitrage : Fiti Aimaasu |

| 27 août 2007 20:30 UTC-11 | Samoa américaines | 0 – 7 | Samoa                                                                           | Toleafoa J.S. Blatter Complex, Apia, Samoa |                                           |
|                           |                   |       | 24e 51e Tumua · 29e Faaiuaso · 43e (pen.) 67e Cahill · 61e Fonoti · 76e Michael | Spectateurs : 2 800 Arbitrage : Job Minan  | Spectateurs : 2 800 Arbitrage : Job Minan |
|                           | Rapport           |       |                                                                                 | Spectateurs : 2 800 Arbitrage : Job Minan  | Spectateurs : 2 800 Arbitrage : Job Minan |

| 29 août 2007 15:00 UTC-11 | Samoa américaines | 0 – 15 | Vanuatu | Toleafoa J.S. Blatter Complex, Apia, Samoa   |                                              |
|                           |                   |        | 19e Poida · 24e 45e 45+1e 68e Mermer · 43e 79e 90+1e Sakama · 56e Chichirua · 62e Iwai · 72e Tomake · 81e 84e 86e 90+2e Soromon | Spectateurs : 200 Arbitrage : Michael Hester | Spectateurs : 200 Arbitrage : Michael Hester |
|                           | Rapport           |        | | Spectateurs : 200 Arbitrage : Michael Hester | Spectateurs : 200 Arbitrage : Michael Hester |

| 29 août 2007 20:30 UTC-11 | Samoa                       | 2 – 1 | Tonga    | Toleafoa J.S. Blatter Complex, Apia, Samoa       |                                                  |
|                           | Faaiuaso 45+1e · Taylor 83e |       | 54e Feao | Spectateurs : 1 850 Arbitrage : Salaiau Sosongan | Spectateurs : 1 850 Arbitrage : Salaiau Sosongan |
|                           | Rapport                     |       |          | Spectateurs : 1 850 Arbitrage : Salaiau Sosongan | Spectateurs : 1 850 Arbitrage : Salaiau Sosongan |

| 1er septembre 2007 12:30 UTC-11 | Tonga                                         | 4 – 0 | Samoa américaines | Toleafoa J.S. Blatter Complex, Apia, Samoa |                                         |
|                                 | Moala 37e (pen.) · Palu 54e 61e · Uhatahi 86e |       |                   | Spectateurs : 200 Arbitrage : Job Minan    | Spectateurs : 200 Arbitrage : Job Minan |
|                                 | Rapport                                       |       |                   | Spectateurs : 200 Arbitrage : Job Minan    | Spectateurs : 200 Arbitrage : Job Minan |

| 1er septembre 2007 14:30 UTC-11 | Vanuatu | 0 – 2 | Îles Salomon             | Toleafoa J.S. Blatter Complex, Apia, Samoa     |                                                |
|                                 |         |       | 60e Bebeu · 64e Fa'arodo | Spectateurs : 1 000 Arbitrage : Averii Jacques | Spectateurs : 1 000 Arbitrage : Averii Jacques |
|                                 | Rapport |       |                          | Spectateurs : 1 000 Arbitrage : Averii Jacques | Spectateurs : 1 000 Arbitrage : Averii Jacques |

| 3 septembre 2007 12:30 UTC-11 | Samoa   | 0 – 3 | Îles Salomon                | Toleafoa J.S. Blatter Complex, Apia, Samoa   |                                              |
|                               |         |       | 1re 37e Totori · 69e Maemae | Spectateurs : 200 Arbitrage : Michael Hester | Spectateurs : 200 Arbitrage : Michael Hester |
|                               | Rapport |       |                             | Spectateurs : 200 Arbitrage : Michael Hester | Spectateurs : 200 Arbitrage : Michael Hester |

| 3 septembre 2007 12:30 UTC-11 | Tonga       | 1 – 4 | Vanuatu                         | Toleafoa J.S. Blatter Complex, Apia, Samoa |                                        |
|                               | Savieti 50e |       | 24e 34e 41e Soromon · 76e Maleb | Spectateurs : 50 Arbitrage : Job Minan     | Spectateurs : 50 Arbitrage : Job Minan |
|                               | Rapport     |       |                                 | Spectateurs : 50 Arbitrage : Job Minan     | Spectateurs : 50 Arbitrage : Job Minan |

### Dernier carré des Jeux du Pacifique Sud
La Nouvelle-Calédonie remporte l'épreuve de football des Jeux du Pacifique Sud 2007. C'est sa cinquième victoire dans cette compétition.
La Nouvelle-Calédonie, les Fidji et le Vanuatu terminent aux trois premières places de la compétition. Elles sont ainsi qualifiés pour la Coupe d'Océanie de football 2008, qui sert également d'épreuve qualificative pour la Coupe du monde 2010. Ces trois équipes retrouvent au deuxième tour la Nouvelle-Zélande, automatiquement qualifiée.
|  | Demi-finales       | Demi-finales |   |              | Finale                 | Finale |
|  |                    |              |   |              |                        |        |
|  |                    |              |   |              |                        |        |
|  | Îles Salomon       | 2            |   |              |                        |        |
|  | Nouvelle-Calédonie | 3            |   |              |                        |        |
|  |                    |              |   |              |                        |        |
|  |                    |              |   |              |                        |        |
|  |                    |              |   |              | Nouvelle-Calédonie     | 1      |
|  |                    | Fidji        | 0 |              |                        |        |
|  |                    |              |   |              |                        |        |
|  |                    |              |   |              |                        |        |
|  |                    |              |   |              | Match pour la 3e place |        |
|  |                    |              |   |              |                        |        |
|  | Fidji              | 3            |   | Îles Salomon | 0                      |        |
|  | Vanuatu            | 0            |   |              | Vanuatu                | 2      |

| Demi-finales                  | Îles Salomon              | 2 – 3 | Nouvelle-Calédonie                   | Toleafoa J.S. Blatter Complex, Apia, Samoa |                                           |
| 5 septembre 2007 15:00 UTC-11 | Fa'arodo 40e · Menapi 47e |       | 37e Kabeu · 54e Toto · 90+4e Mercier | Spectateurs : 1 500 Arbitrage : Job Minan  | Spectateurs : 1 500 Arbitrage : Job Minan |
| 5 septembre 2007 15:00 UTC-11 | Rapport                   |       |                                      | Spectateurs : 1 500 Arbitrage : Job Minan  | Spectateurs : 1 500 Arbitrage : Job Minan |

| 5 septembre 2007 18:00 UTC-11 | Fidji                                                | 3 – 0 | Vanuatu | Toleafoa J.S. Blatter Complex, Apia, Samoa   |                                              |
|                               | Baleitoga 44e · Vakatalesau 69e (pen.) · Krishna 70e |       |         | Spectateurs : 600 Arbitrage : Michael Hester | Spectateurs : 600 Arbitrage : Michael Hester |
|                               | Rapport                                              |       |         | Spectateurs : 600 Arbitrage : Michael Hester | Spectateurs : 600 Arbitrage : Michael Hester |

| Match pour la troisième place | Îles Salomon | 0 – 2 | Vanuatu                    | Toleafoa J.S. Blatter Complex, Apia, Samoa   |                                              |
| 7 septembre 2007 14:30 UTC-11 |              |       | 45+3e Soromon · 50e Sakama | Spectateurs : 200 Arbitrage : Averii Jacques | Spectateurs : 200 Arbitrage : Averii Jacques |
| 7 septembre 2007 14:30 UTC-11 | Rapport      |       |                            | Spectateurs : 200 Arbitrage : Averii Jacques | Spectateurs : 200 Arbitrage : Averii Jacques |

| Finale                        | Nouvelle-Calédonie | 1 – 0 | Fidji | Toleafoa J.S. Blatter Complex, Apia, Samoa   |                                              |
| 7 septembre 2007 18:00 UTC-11 | J. Hmae 61e        |       |       | Spectateurs : 400 Arbitrage : Michael Hester | Spectateurs : 400 Arbitrage : Michael Hester |
| 7 septembre 2007 18:00 UTC-11 | Rapport            |       |       | Spectateurs : 400 Arbitrage : Michael Hester | Spectateurs : 400 Arbitrage : Michael Hester |

## Deuxième tour - Coupe d'Océanie de football 2008
Le second tour est joué dans le cadre de la Coupe d'Océanie 2008. La Nouvelle-Zélande remporte la Coupe d'Océanie de football pour la quatrième fois de son histoire et accède ainsi aux barrages intercontinentaux qualificatifs pour la Coupe du monde 2010.
| Rang | Équipe             | Pts | J | G | N | P | Bp | Bc | Diff |  | Résultats (▼ dom., ► ext.) |     |     |      |     |
| ---- | ------------------ | --- | - | - | - | - | -- | -- | ---- |  | -------------------------- | --- | --- | ---- | --- |
| 1    | Nouvelle-Zélande   | 15  | 6 | 5 | 0 | 1 | 14 | 5  | +9   |  | Nouvelle-Zélande           |     | 3-0 | 0-2* | 4-1 |
| 2    | Nouvelle-Calédonie | 8   | 6 | 2 | 2 | 2 | 12 | 10 | +2   |  | Nouvelle-Calédonie         | 1-3 |     | 4-0  | 3-0 |
| 3    | Fidji              | 7   | 6 | 2 | 1 | 3 | 8  | 11 | -3   |  | Fidji                      | 0-2 | 3-3 |      | 2-0 |
| 4    | Vanuatu            | 4   | 6 | 1 | 1 | 4 | 5  | 13 | -8   |  | Vanuatu                    | 1-2 | 1-1 | 2-1  |     |

* Le match Nouvelle-Zélande contre Fidji du 19 novembre 2008 et initialement prévu le 13 octobre 2007 fut reporté par la FIFA après que le gardien de but fidjien, Simione Tamanisau, s'est vu refuser un visa par les autorités de l'immigration néo-zélandaises. À la suite du coup d'État militaire de décembre 2006, la Nouvelle-Zélande a en effet pour politique de refuser un visa à tout Fidjien ayant des liens de parenté avec des membres des forces armées ; or, le beau-père de Tamanisau est un militaire. Le match fut d'abord reporté sur terrain neutre aux Samoa et fut finalement joué aux Fidji.
- La Nouvelle-Zélande participe au barrage Asie - Océanie.

| 17 octobre 2007 | Fidji   | 0 – 2 | Nouvelle-Zélande          | Churchill Park, Lautoka                      |                                              |
| 16:00 UTC+12    |         |       | Vicelich 32e · Smeltz 86e | Spectateurs : 6 000 Arbitrage : Jair Marrufo | Spectateurs : 6 000 Arbitrage : Jair Marrufo |
| 16:00 UTC+12    | Rapport |       |                           | Spectateurs : 6 000 Arbitrage : Jair Marrufo | Spectateurs : 6 000 Arbitrage : Jair Marrufo |

| 17 novembre 2007 | Vanuatu      | 1 – 2 | Nouvelle-Zélande            | Korman Stadium, Port Vila                 |                                           |
| 14:00 UTC+11     | Naprapol 32e |       | Smeltz 53e · Mulligan 90+3e | Spectateurs : 8 000 Arbitrage : Job Minan | Spectateurs : 8 000 Arbitrage : Job Minan |
| 14:00 UTC+11     | Rapport      |       |                             | Spectateurs : 8 000 Arbitrage : Job Minan | Spectateurs : 8 000 Arbitrage : Job Minan |

| 17 novembre 2007 | Fidji                           | 3 – 3 | Nouvelle-Calédonie                     | Govind Park, Ba                               |                                               |
| 15:00 UTC+12     | Nawatu 2e · Vakatalesau 27e 86e |       | Djamali 66e · Kaudre 83e · M. Hmaé 87e | Spectateurs : 1 500 Arbitrage : Peter O'Leary | Spectateurs : 1 500 Arbitrage : Peter O'Leary |
| 15:00 UTC+12     | Rapport                         |       |                                        | Spectateurs : 1 500 Arbitrage : Peter O'Leary | Spectateurs : 1 500 Arbitrage : Peter O'Leary |

| 21 novembre 2007 | Nouvelle-Zélande                         | 4 – 1 | Vanuatu    | Westpac Stadium, Wellington                    |                                                |
| 19:00 UTC+13     | Mulligan 17e 81e · Smeltz 29e (pen.) 34e |       | Sakama 50e | Spectateurs : 2 500 Arbitrage : Averii Jacques | Spectateurs : 2 500 Arbitrage : Averii Jacques |
| 19:00 UTC+13     | Rapport                                  |       |            | Spectateurs : 2 500 Arbitrage : Averii Jacques | Spectateurs : 2 500 Arbitrage : Averii Jacques |

| 21 novembre 2007 | Nouvelle-Calédonie                              | 4 – 0 | Fidji | Stade Numa-Daly Magenta, Noumea                |                                                |
| 19:00 UTC+11     | Wajoka 29e (pen.) · M. Hmaé 32e 61e · Mapou 64e |       |       | Spectateurs : 1 000 Arbitrage : Matthew Breeze | Spectateurs : 1 000 Arbitrage : Matthew Breeze |
| 19:00 UTC+11     | Rapport                                         |       |       | Spectateurs : 1 000 Arbitrage : Matthew Breeze | Spectateurs : 1 000 Arbitrage : Matthew Breeze |

| 14 juin 2008 | Vanuatu    | 1 – 1 | Nouvelle-Calédonie | Korman Stadium, Port Vila                     |                                               |
| 14:00 UTC+11 | Mermer 77e |       | Djamali 73e        | Spectateurs : 4 000 Arbitrage : Rakesh Varman | Spectateurs : 4 000 Arbitrage : Rakesh Varman |
| 14:00 UTC+11 | Rapport    |       |                    | Spectateurs : 4 000 Arbitrage : Rakesh Varman | Spectateurs : 4 000 Arbitrage : Rakesh Varman |

| 21 juin 2008 | Nouvelle-Calédonie                    | 3 – 0 | Vanuatu | Stade Numa-Daly Magenta, Noumea                |                                                |
| 15:00 UTC+11 | Wajoka 36e · M. Hmaé 60e · Diaike 87e |       |         | Spectateurs : 2 700 Arbitrage : Michael Hester | Spectateurs : 2 700 Arbitrage : Michael Hester |
| 15:00 UTC+11 | Rapport                               |       |         | Spectateurs : 2 700 Arbitrage : Michael Hester | Spectateurs : 2 700 Arbitrage : Michael Hester |

| 6 septembre 2008 | Fidji                   | 2 – 0 | Vanuatu | Govind Park, Ba                           |                                           |
| 15:00 UTC+12     | Kumar 7e · Dunadamu 87e |       |         | Spectateurs : 3 000 Arbitrage : Job Minan | Spectateurs : 3 000 Arbitrage : Job Minan |
| 15:00 UTC+12     | Rapport                 |       |         | Spectateurs : 3 000 Arbitrage : Job Minan | Spectateurs : 3 000 Arbitrage : Job Minan |

| 6 septembre 2008 | Nouvelle-Calédonie | 1 – 3 | Nouvelle-Zélande             | Stade Numa-Daly Magenta, Noumea               |                                               |
| 17:00 UTC+11     | M. Hmaé 55e        |       | Sigmund 16e · Smeltz 65e 75e | Spectateurs : 6 589 Arbitrage : Rakesh Varman | Spectateurs : 6 589 Arbitrage : Rakesh Varman |
| 17:00 UTC+11     | Rapport            |       |                              | Spectateurs : 6 589 Arbitrage : Rakesh Varman | Spectateurs : 6 589 Arbitrage : Rakesh Varman |

| 10 septembre 2008 | Vanuatu                  | 2 – 1 | Fidji          | Korman Stadium, Port Vila                     |                                               |
| 14:00 UTC+11      | Sakama 59e · Malas 90+2e |       | Dunadamu 90+3e | Spectateurs : 1 200 Arbitrage : Peter O'Leary | Spectateurs : 1 200 Arbitrage : Peter O'Leary |
| 14:00 UTC+11      | Rapport                  |       |                | Spectateurs : 1 200 Arbitrage : Peter O'Leary | Spectateurs : 1 200 Arbitrage : Peter O'Leary |

| 10 septembre 2008 | Nouvelle-Zélande              | 3 – 0 | Nouvelle-Calédonie | North Harbour Stadium, Auckland                |                                                |
| 19:30 UTC+12      | Smeltz 49e 76e · Christie 69e |       |                    | Spectateurs : 7 658 Arbitrage : Norbert Hauata | Spectateurs : 7 658 Arbitrage : Norbert Hauata |
| 19:30 UTC+12      | Rapport                       |       |                    | Spectateurs : 7 658 Arbitrage : Norbert Hauata | Spectateurs : 7 658 Arbitrage : Norbert Hauata |

| 19 novembre 2008 | Nouvelle-Zélande | 0 – 2 | Fidji           | Churchill Park, Lautoka (Fidji)             |                                             |
| 18:00 UTC+12     |                  |       | Krishna 63e 90e | Spectateurs : 4 500 Arbitrage : Lencie Fred | Spectateurs : 4 500 Arbitrage : Lencie Fred |
| 18:00 UTC+12     | Rapport          |       |                 | Spectateurs : 4 500 Arbitrage : Lencie Fred | Spectateurs : 4 500 Arbitrage : Lencie Fred |

## Barrage Océanie - Asie
La Nouvelle-Zélande affronte Bahreïn (cinquième de la zone Asie) en matchs aller-retour les 10 octobre et 14 novembre 2009.
| Équipe 1 | Résultat | Équipe 2         | Aller | Retour |
| -------- | -------- | ---------------- | ----- | ------ |
| Bahreïn  | 0 - 1    | Nouvelle-Zélande | 0 - 0 | 0 - 1  |

- La Nouvelle-Zélande l'emporte 1-0 en score cumulé et se qualifie pour la Coupe du monde 2010.

| 10 octobre 2009 | Bahreïn | 0 – 0 | Nouvelle-Zélande | Stade national de Bahreïn, Manama              |                                                |
| 18:30 UTC+3     |         |       |                  | Spectateurs : 37 000 Arbitrage : Viktor Kassai | Spectateurs : 37 000 Arbitrage : Viktor Kassai |
| 18:30 UTC+3     | Rapport |       |                  | Spectateurs : 37 000 Arbitrage : Viktor Kassai | Spectateurs : 37 000 Arbitrage : Viktor Kassai |

| 14 novembre 2009 | Nouvelle-Zélande | 1 - 0 | Bahreïn | Westpac Stadium, Wellington                      |                                                  |
| 20:00 UTC+13     | Fallon 45e       |       |         | Spectateurs : 35 194 Arbitrage : Jorge Larrionda | Spectateurs : 35 194 Arbitrage : Jorge Larrionda |
| 20:00 UTC+13     | Rapport          |       |         | Spectateurs : 35 194 Arbitrage : Jorge Larrionda | Spectateurs : 35 194 Arbitrage : Jorge Larrionda |

## L'équipe qualifiée
| Pays             | Date de Qualification | Contre  | Score |
| ---------------- | --------------------- | ------- | ----- |
| Nouvelle-Zélande | 14 novembre           | Bahreïn | 1-0   |

## Buteurs
Durant ces qualifications pour la Coupe du monde 2010, 13 joueurs océaniens ont réussi à marquer 4 but ou plus :
| Rang | Joueur            | Équipe             | Buts | Minutes jouées | Matchs joués |
| 1    | Osea Vakatalesau  | Fidji              | 12   | 888            | 10           |
| 2    | Seule Soromon     | Vanuatu            | 9    | 493            | 8            |
| 3    | Shane Smeltz      | Nouvelle-Zélande   | 8    | 421            | 5            |
| 4    | Commins Menapi    | Îles Salomon       | 7    | 473            | 6            |
| 5    | Iamel Kabeu       | Nouvelle-Calédonie | 6    | 385            | 5            |
| 6    | Francois Sakama   | Vanuatu            | 6    | 758            | 10           |
| 7    | Roy Krishna       | Fidji              | 6    | 804            | 11           |
| 8    | Etienne Mermer    | Vanuatu            | 5    | 248            | 6            |
| 9    | Michel Hmaé       | Nouvelle-Calédonie | 5    | 493            | 6            |
| 10   | Teariki Mateariki | Îles Cook          | 4    | 169            | 2            |
| 11   | Benjamin Totori   | Îles Salomon       | 4    | 306            | 5            |
| 12   | Henry Fa'arodo    | Îles Salomon       | 4    | 406            | 5            |
| 13   | Pierre Wajoka     | Nouvelle-Calédonie | 4    | 944            | 11           |